# George Boole
George Boole ([buːl], ur. 2 listopada 1815 w Lincoln, Anglia, zm. 8 grudnia 1864 w Ballintemple, hrabstwo Cork, Irlandia) – angielski matematyk i filozof, najbardziej znany z wprowadzenia metod algebraicznych do logiki, współtworząc logikę matematyczną.

## Życiorys
Przyszedł na świat jako syn szewca. W szkole dla dzieci z uboższych warstw społeczeństwa szybko opanował cały materiał, ale ojca nie było stać na opłacenie nauki George’a w lepszej szkole. Nakłonił więc syna do nauki łaciny, której znajomość miała się okazać przepustką do wyższych sfer, gdzie znajomość tego języka była mile widziana. Ojciec George’a nauczył syna tyle, ile sam umiał, poprosił też o pomoc zaprzyjaźnionego kupca, ale większość wiedzy George czerpał z książek. W następnej kolejności Boole zaczął się uczyć greki, francuskiego, niemieckiego i włoskiego. Ojciec próbował go też zainteresować matematyką.
Jeszcze jako nastolatek Boole zaczął uczyć w szkołach elementarnych, by pomóc ojcu w utrzymaniu rodziny. W wieku 20 lat zdecydował, że zostanie duchownym, ale aby zabezpieczyć byt rodzinie, postanowił najpierw założyć prywatną szkołę. Wtedy właśnie zafascynowała go matematyka. Zapoznawszy się z dziełami Josepha Lagrange’a i Pierre’a Laplace’a, zaczął pisać własne prace na temat matematyki. Pierwsze z nich były źle zredagowane, więc David Gregory z czasopisma Cambridge Mathematical Journal poradził mu, by przez jakiś czas uczęszczał na uniwersyteckie wykłady, ale Boole był na to zbyt biedny. Mimo niedostatków prace Boole’a stały się znane na tyle, by ich autor w 1844 roku otrzymał medal Royal Society. Trzy lata później opublikował książkę Mathematical Analysis of Logic.
W 1849 roku zgłosił swoją kandydaturę na stanowisko profesora i nauczyciela łaciny w nowo utworzonym Queen’s College w Cork. Podanie odrzucono, ale Boole spróbował jeszcze raz, jako nauczyciel matematyki, i tym razem został przyjęty, choć nie miał żadnego stopnia naukowego, ani nawet formalnego wykształcenia. Na jego korzyść przemówiły jednak liczne listy polecające.
W 1850 roku Boole poznał osiemnastoletnią Mary Everest, bratanicę podróżnika George’a Everesta, której udzielał lekcji akustyki. Zaprzyjaźnił się z nią i korespondował po jej wyjeździe z Irlandii. Pięć lat później zmarł ojciec Mary. George zaopiekował się nią i wkrótce poślubił, choć różnica wieku między nimi wynosiła siedemnaście lat.
W 1854 roku Boole opublikował swoją najważniejszą pracę pt. An Investigation of the Laws of Thought, on which are founded the Mathematical Theories of Logic and Probabilities (Badanie praw myślenia, na których oparte są matematyczne teorie logiki i prawdopodobieństwa). Wykazał w niej, jak prawa logiki podane przez Arystotelesa mogą stanowić przedmiot rachunków.
24 listopada 1864 roku Boole, jak zwykle, przebył pieszo 3 mile (4,8 km) na uczelnię. Tego dnia padał jednak ulewny deszcz, więc cały dzień, aż do powrotu do domu spędził w mokrym ubraniu, co sprawiło, że się przeziębił. Mary Boole wierzyła, że najlepszym sposobem walki z chorobą jest wystawienie chorego na jej przyczynę, regularnie polewała więc łóżko męża wodą. George Boole nie przeżył kuracji, zmarł po dwóch tygodniach.

## Osiągnięcia
Jego głównym osiągnięciem było wprowadzenie do matematyki i logiki pojęcia algebry Boole’a. Ze względu na wagę tego pojęcia oraz jego zastosowań w informatyce i logice matematycznej Boole jest powszechnie uważany za jednego z twórców tych dziedzin nauki.

## Życie prywatne
Georg Boole miał pięć córek:
- Alicia Boole Stott (1860-1940) została ekspertem w geometrii czterowymiarowej.
- Ethel Lilian (1864-1960) wyszła za mąż za polskiego rewolucjonistę, Wilfrida Michaela Voynicha. Była autorką wielu książek, w tym "The Godfly".
- Mary Ellen wyszła za mąż za matematyka Charlesa Hintona.
- Margaret (1858-1935) była matką matematyka G.I Taylora.
- Lucy Everest (1862-1905) była utalentowanym chemikiem i została pierwszą kobietą-dziekanem Instytutu Chemii.